# Lleó d'Agde
Lleó fou bisbe d'Agde que exercia el càrrec el 541 quan signà les actes del concili de Clarmont d'Alvèrnia. Agde estava aleshores sota domini visigot.
Va tenir dificultats considerables amb el comte (governador) d'Agde, Gomacari (Gomacharius) que era (com els visigots en general) arrià. Gomacari va usurpar un bé de l'església d'Agde i Lleó s'hi va enfrontar, el va anar a trobar i li va dir: "Fill meu vigila de no arrabassar el patrimoni dels pobres i que les llàgrimes dels desgraciats als que prens els béns no us portin la maledicció de Déu, o potser la mort". Gomacari no en va fer cas fins que un dia fou atacat per una malaltia que li causava alta febre; va anar empitjorant i finalment va reconèixer la seva falta i va demanar a Lleó que demanés a Déu el seu restabliment amb la promesa de retornar el que retenia injustament. El bisbe va pregar i el comte es va curar. Gomacari una vegada restablert es va reunir amb el seu consell format per visigots, i es va preocupar de la reacció de la població galoromana: aquests veurien la seva malaltia com un just càstig per la retenció de terres usurpades; i es va decidir que no serien retornades per quan el comte es declarava convençut que la malaltia li havia agafat per causes naturals. Lleó en fou informat i el va anar a trobar i li va tirar en cara la vulneració de la seva promesa i el va prevenir d'un nou càstig de Déu si no restituïa les terres usurpades. Gomacari li va contestar: "Calla vell absurd, o et faré lligar damunt d'un ase i et passejaré per tota la ciutat exposat a la riota pública". Lleó prudentment es va retirar a l'església de Sant Andreu o es conservaven les relíquies d'aquest sant apòstol, i va començar a pregar, passant tota la nit amb pregàries i queixes; al matí va trencar les llums de cera de l'església i va invocar a que la llum no tornés a brillar a l'església fins que Déu prengués venjança dels seus enemics i obligués a l'usurpador a retornar els béns usurpats; just pronunciar la seva invocació que Gomacari va recaure de la seva malaltia i altre cop va estar greument malalt; altre cop va demanar al bisbe intercedir davant Déu per la seva curació i va prometre retornar les terres usurpades i afegir altres terres. Lleó li va dir llavors que ja havia pregat una vegada i que el desig li havia estat concedit; Gomacari va insistir de pregar una segona vegada, però Lleó va restar sord a la petició. Gomacari veia que es moria i es va fer posar sobre un carruatge i fou conduït davant de Lleó al que va suplicar una vegada més d'intercedir per la seva salut, dient que tornava el doble del que havia usurpat; Lleó va refusar una vegada més i el comte el va forçar a portar-lo a l'església i en arribar a la porta va morir. El bisbat va recuperar els béns usurpats.